# GlobalPost
GlobalPost est un site Internet américain de nouvelles spécialisé en actualité internationale. Il a été fondé le 12 janvier 2009 par Charles M. Sennott et Philip S. Balboni. Sa mission est de « redéfinir l'information internationale à l'ère du numérique,. »
Le GlobalPost possède 65 correspondants à travers le monde.

## Histoire
En 2009, GlobalPost annonce des collaborations avec PBS et CBS. En raison du partenariat avec PBS, les correspondants du site ont commencé à produire des séquences vidéo destinées à être diffusées lors du The PBS NewsHour (en).
Le site développe d'autres collaborations avec des médias tels le New York Daily News, le Times of India et le Newark Star-Ledger (en). Selon les propriétaires, ces partenariats rapportent plus de 12 % des revenus du site
La partie payante du site obtient cependant moins de succès. Après la première année, GlobalPost réduit ainsi de 199 à 99 dollars américains ($) son Passport Service, donnant accès à du contenu exclusif, ayant moins de 400 abonnés. Une deuxième réduction des coûts d'abonnement la même année réduit l'accès à moins de 30 $.
En août 2014, la décapitation de James Foley, collaborateur du site, par l'État Islamique en Syrie soulève une vague médiatique,,,,.

## Prix et distinctions
En 2011, la série de vidéos On Location du GlobalPost reçoit le Peabody Award et le Edward R. Murrow Award (en).